# ریو نیشیو
ریو نیشیو (ژاپنی: 西尾 崚؛ زادهٔ ۱۵ مهٔ ۱۹۹۲) یک بازیکن فوتبال اهل ژاپن است.
از باشگاه‌هایی که در آن بازی کرده‌است می‌توان به باشگاه فوتبال گاینار توتوری اشاره کرد.